# بانکو

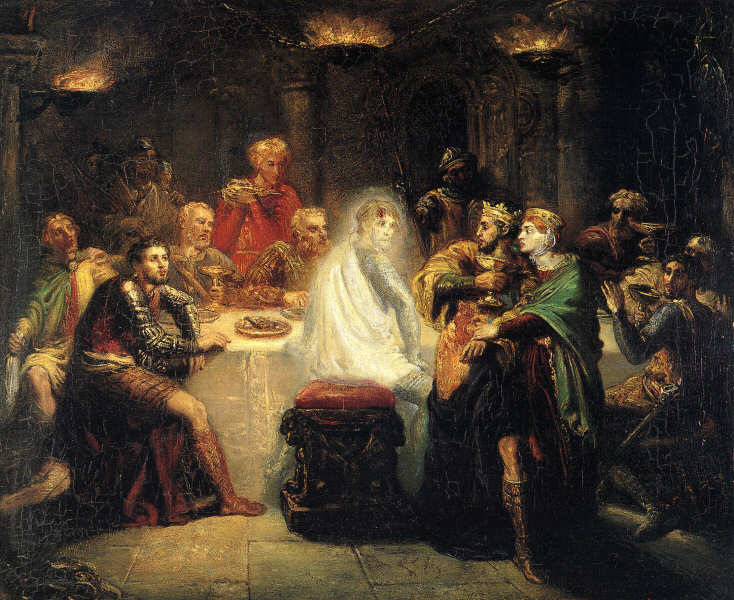
«مکبث روح بانکو را می‌بیند» اثر تئودور شاسیریو نقاش فرانسوی

بانکو (به انگلیسی: Banquo) یک شخصیت در نمایش‌نامه مَکبِـث اثر ویلیام شکسپیر است.
او ابتدا متحد مکبث بود (هر دو در سپاه شاه ژنرال بودند) تا زمانی که سه جادوگر را دیدند. جادوگران پیشگویی کردند که مکبث شاه خواهد شد، اما بانکو خودش شاه نخواهد شد، اما فرزندان بانکو شاه خواهند شد.
بعداً مکبث به علت عطش به قدرت، بانکو را تهدیدی برای خود دید و وی را به قتل رساند. فرزند بانکو فلیانس در این جریان گریخت. روح بانکو بعداً در جشنی باز می‌گردد و باعث می‌شود که مکبث در این جشن همگانی هراسان شود.
1. ↑  "Banquo | fictional character | Britannica". www.britannica.com (به انگلیسی). Retrieved 2023-06-17.